# Frederik Kaiser

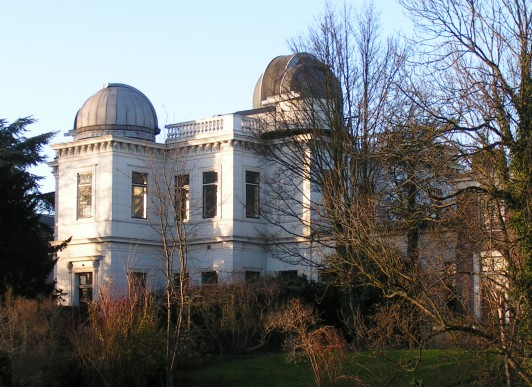
De Oude Sterrewacht te Leiden

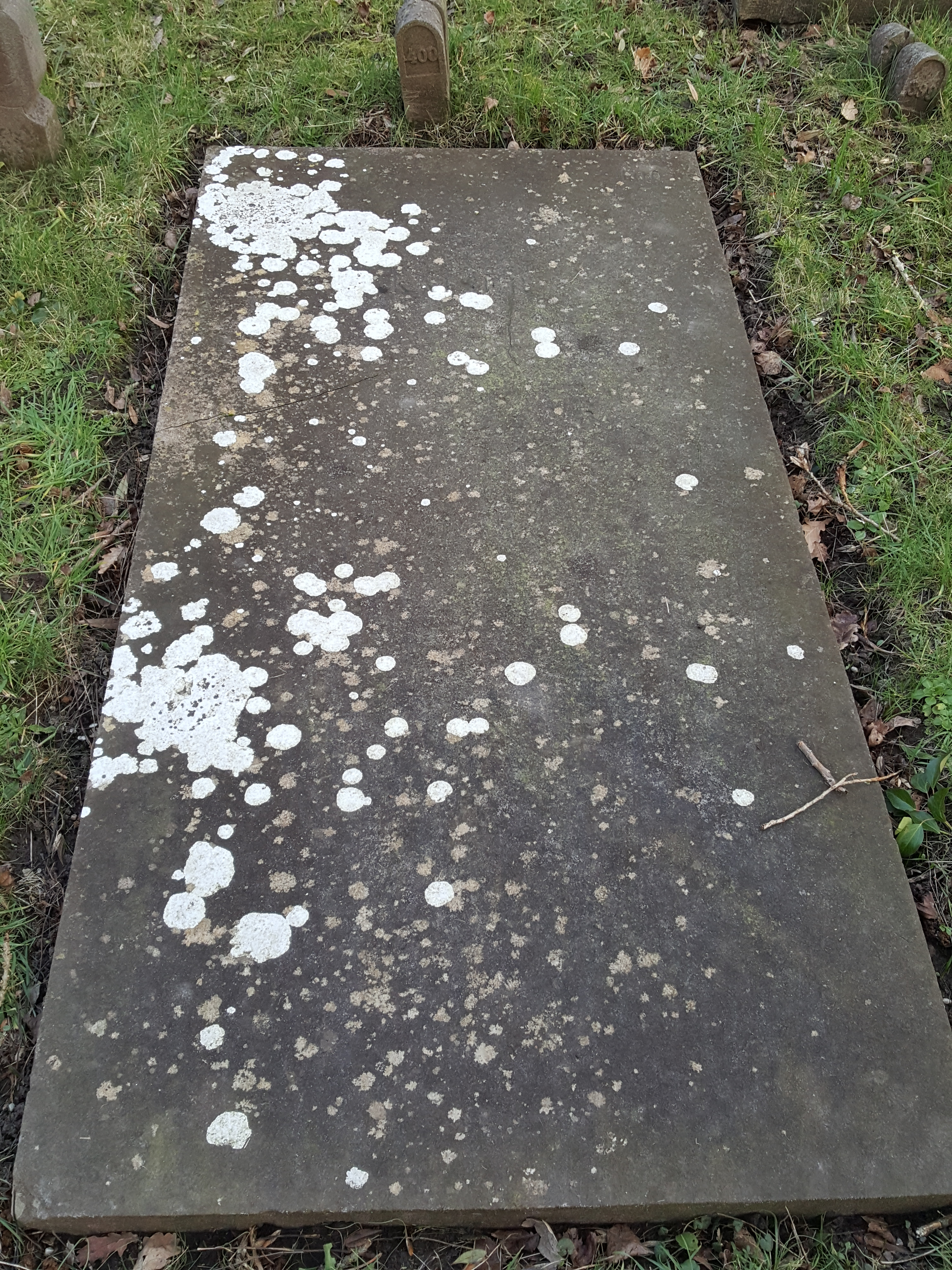
Grafsteen van Frederik Kaiser op de begraafplaats Groenesteeg in Leiden, grafnummer 400

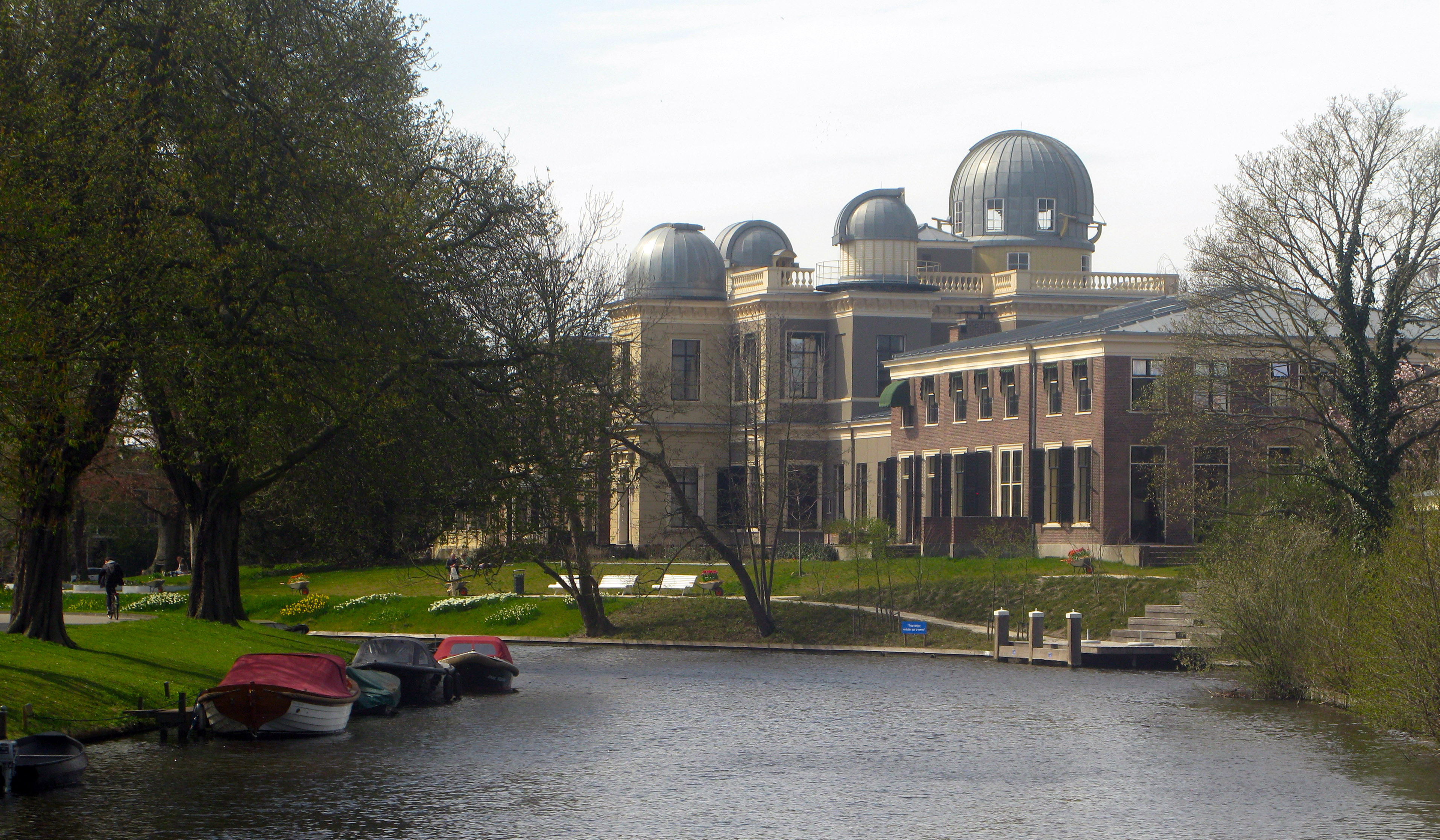
2013, na de restauratie

Frederik (ook: Friedrich) Kaiser (Amsterdam, 10 juni 1808 – Leiden, 28 juli 1872) was een Nederlands sterrenkundige.

## Leven
Kaiser werd geboren te Amsterdam, waar zijn vader, afkomstig uit Nassau-Dietz, als leraar Duits enige jaren werkzaam was. Zijn vader overleed toen hij negen jaar oud was waarna Frederik terecht kwam bij zijn oom Johan Frederik Keijser. Op zijn achttiende werd hij in 1826 als observator aangesteld op de sterrewacht van de Leidse universiteit, gevestigd op het dak van het aan het Rapenburg gelegen academiegebouw. Zijn passie voor de sterrenkunde was hem door zijn oom bijgebracht, die als amateurastronoom een goede reputatie had opgebouwd. Op 15 februari 1831 werd hij aldaar als student ingeschreven.
Hij maakte naam als sterrenkundige toen hij in 1835 met een geleende telescoop de voorspellingen die hij een jaar eerder had gedaan over de baan van komeet Halley bleken uit te komen. Hij promoveerde (een eredoctoraat) dat jaar bij Pieter Johannes Uylenbroek en Gerard Moll op een proefschrift met de titel Verhandeling over de komeet van Halley, hare vroegere verschijningen en de toekomstige in het jaar 1835 : tevens inhoudende een overzigt over alle kometen wier omloopstijden met meerdere of mindere juistheid zijn bepaald : met eene kaart, den weg voorstellende, welken de komeet van Halley, bij hare toekomstige verschijning, aan den sterrenhemel zal afleggen. Twee jaar later, in 1837, werd hij benoemd tot lector, in 1840 buitengewoon en in 1845 gewoon hoogleraar in de sterrenkunde.
Met gebrekkige middelen heeft hij de Nederlandse roem in de sterrenkunde bevestigd en uitgebreid. Hij stond internationaal bekend om zijn nauwkeurige positiebepalingen. Als leraar onderscheidde hij zich, zelfs voor niet mathematisch voorbereide hoorders en lezers, door ongewone duidelijkheid. Hij was een kundig popularisator. Dat blijkt onder andere uit zijn bijdragen aan het populair-wetenschappelijke tijdschrift Album der Natuur ("een werk ter verspreiding van natuurkennis onder beschaafde lezers van allerlei stand"), bijv. 'De Beweging der Aarde en hare jongst ontdekte Bewijsgronden,' in 1855.
Kaiser liet een nieuwe sterrenwacht bouwen vlak bij de later naar hem genoemde Kaiserstraat in Leiden. De sterrenwacht werd in 1860 voltooid en in 1861 van instrumenten voorzien.
Kaisers nicht Aletta huwde in 1881 met de natuurkundige Hendrik Lorentz, die bij Kaiser gestudeerd had.
Na zijn overlijden op 28 juli 1872 in Leiden werd hij op 1 augustus 1872 begraven op de begraafplaats Groenesteeg in Leiden, grafnummer 400.

## Marsonderzoek
Hij maakte tijdens de oppositie van Mars in 1862 een reeks tekeningen en bepaalde de omwentelingstijd van Mars.

## Vernoemd
- in de verlaten nomenclatuur voor Mars van Richard Proctor heette Syrtis Major naar hem de Kaiser Sea
- kraters op Mars en op de Maan
- planetoïde 1694 Kaiser.
- de Professor Kaiserstraat in Den Haag.
- de Kaiserstraat in Leiden.

### Werken van Kaiser

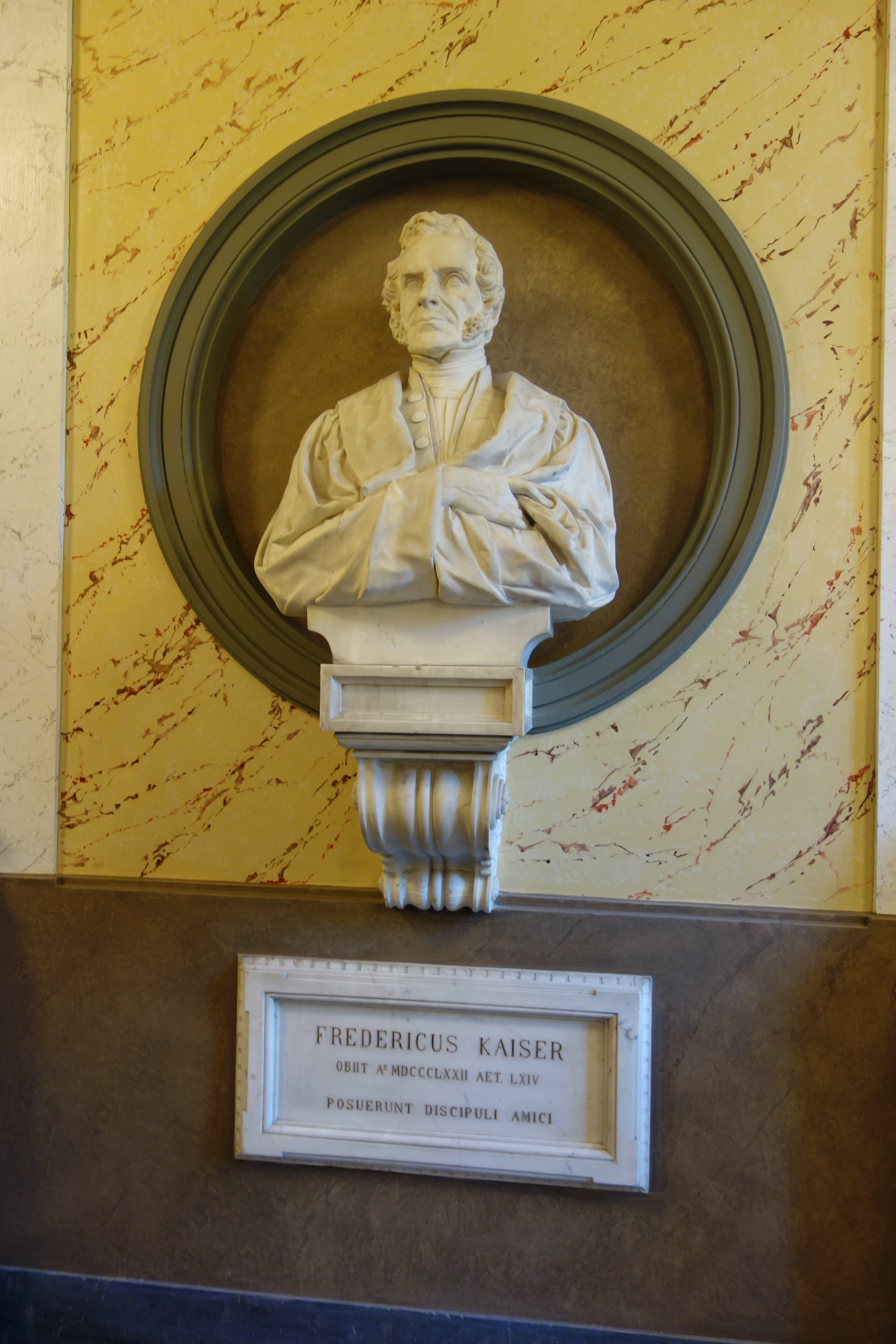
Beeld van Kaiser in Leiden

Behalve veel wetenschappelijke astronomische werken, schreef hij:
- De sterrenhemel verklaard (Amsterdam 1844)
- De sterrenhemel beschreven en afgebeeld (Amsterdam 1845)
- Kaiser, Frederik (1851). De geschiedenis der ontdekking van de planeten, als een tafereel van het wezen en den toestand der sterrekunde, in de taal van het dagelijksche leven voorgedragen. J.C.A. Sulpke, Amsterdam. Gearchiveerd op 26 maart 2023. OCLC 898934519
- De inrichting der sterrewachten (Leiden 1854)
- Beschrijving van den Sterrenhemel (Leeuwarden 1857)
- John Bake als beschermer der sterrenkunde (Amsterdam 1864)